# Olloniego
Olloniego (en asturiano Lluniego y oficialmente Olloniego/Lluniego) es una parroquia y lugar del municipio de Oviedo (Asturias, España), situada a 8 km de la capital por la AS-375 y a otros 9 km de Mieres siguiendo la misma carretera. A la misma se puede acceder también mediante la A-66. Está situada a la izquierda del río Nalón y sobre la Autovía de la Plata. La parroquia tiene una población de 916 habitantes (INE 2021) y ocupa una extensión de 11,64 km². 

## Historia

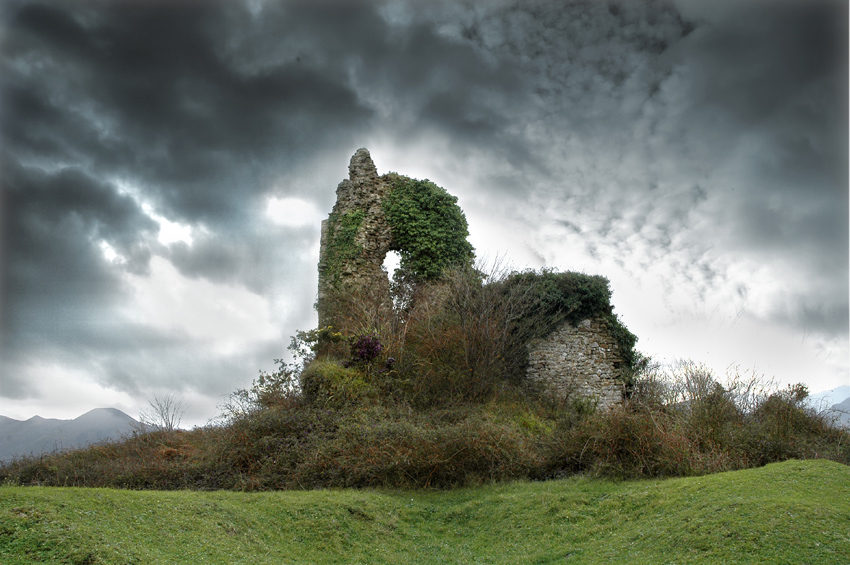
Castillo de Tudela

En términos de esta parroquia se han encontrado asentamientos prehistóricos como el castro de El Pico Castiello, situado junto al antiguo Castillo de Tudela. Se tiene constancia desde 1145, en tiempos de Alfonso VI, de que Olloniego fue portazgo de entrada a Oviedo. El Monasterio de San Pelayo ingresaba un tercio de este diezmo, otro tercio iba para el cabildo de la Catedral de Oviedo y el resto era para el monasterio de la Vega. La villa fue vendida por Felipe II en el siglo XVI a Rodrigo Bernaldo de Miranda por 608 080 maravedíes. Durante el siglo XIX fue la zona minera del concejo de Oviedo, pero desde finales de los años 1990 las minas fueron dejando paso a los polígonos industriales. Así, se construyeron los polígonos de Olloniego-Tudela I y II con una inversión de 33 millones de euros en más 1 000 000 de m². La mayoría de las empresas instaladas se dedican al almacenaje y a la distribución.

## Poblaciones
La parroquia de Olloniego comprende las siguientes entidades de población: 
- Armatilla de Abajo
- Armatilla de Arriba
- La Cabaña
- La Capilla
- Casares
- El Cruce
- Cueva
- Escobadielles
- Fócara
- Laberu
- Llandellena de Abajo
- Llandellena de Arriba
- Malpica
- Monegro
- La Mortera
- Olloniego
- La Pita
- El Portazgo
- Quintanal
- San Frechoso
- Sienra
- Sopeña
- El Ventanín

## Monumentos

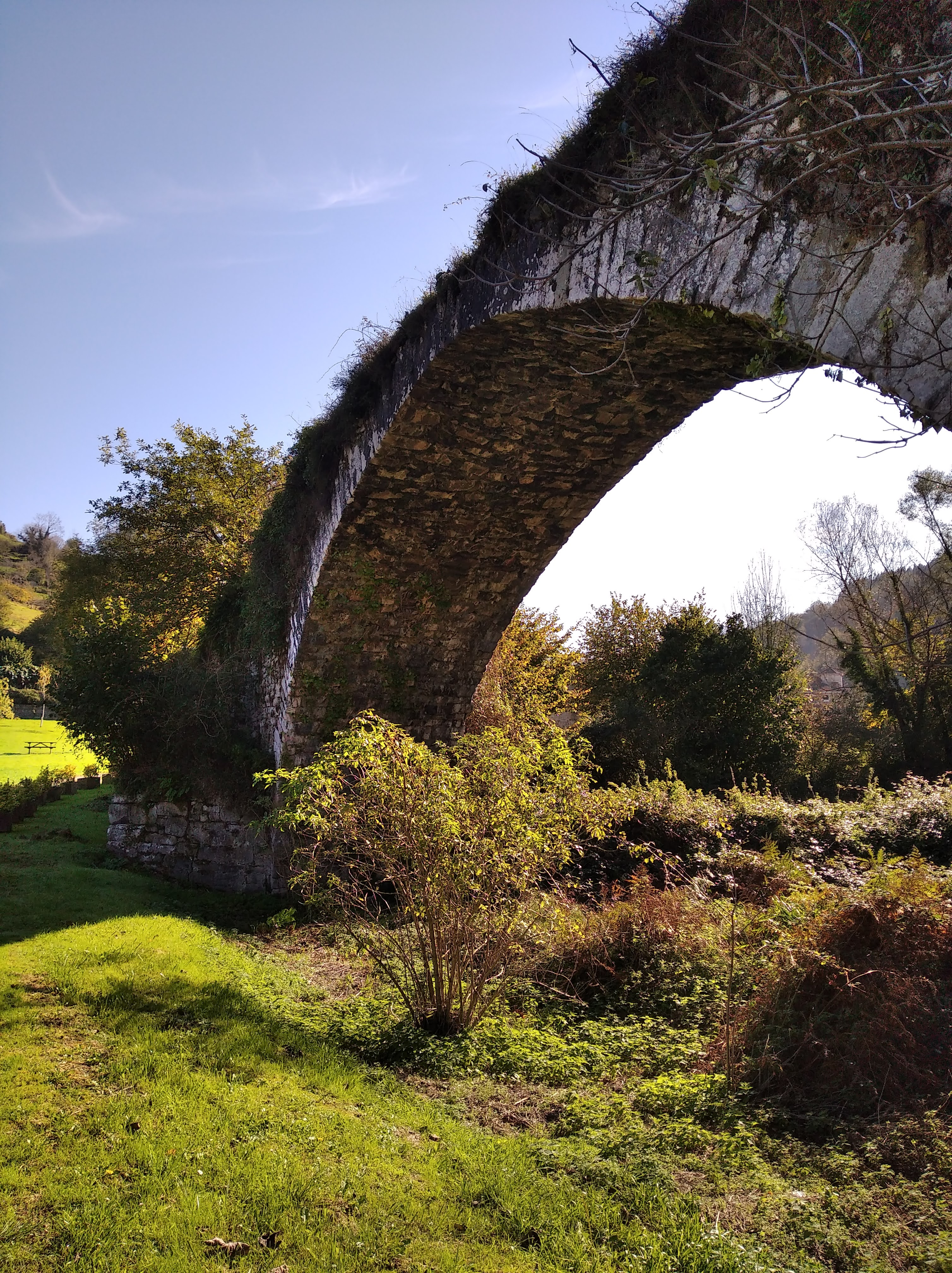
Puente medieval

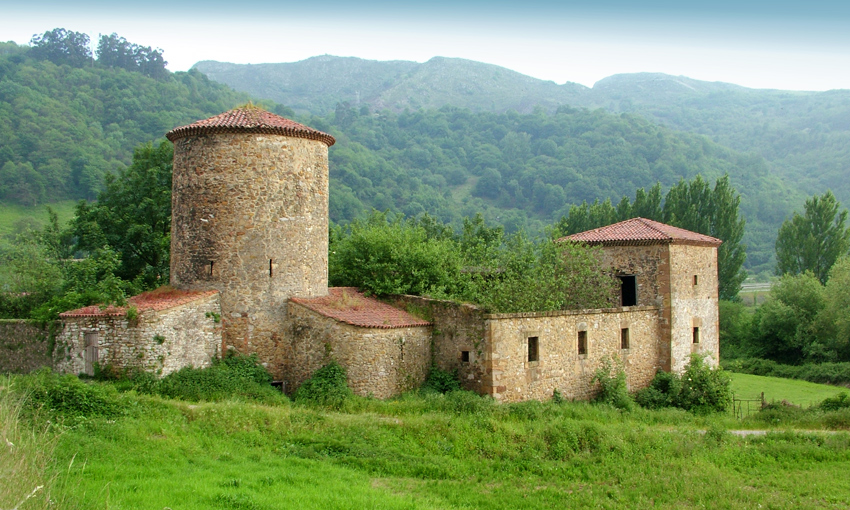
Torre Muñíz y palacio Bernaldo de Quirós

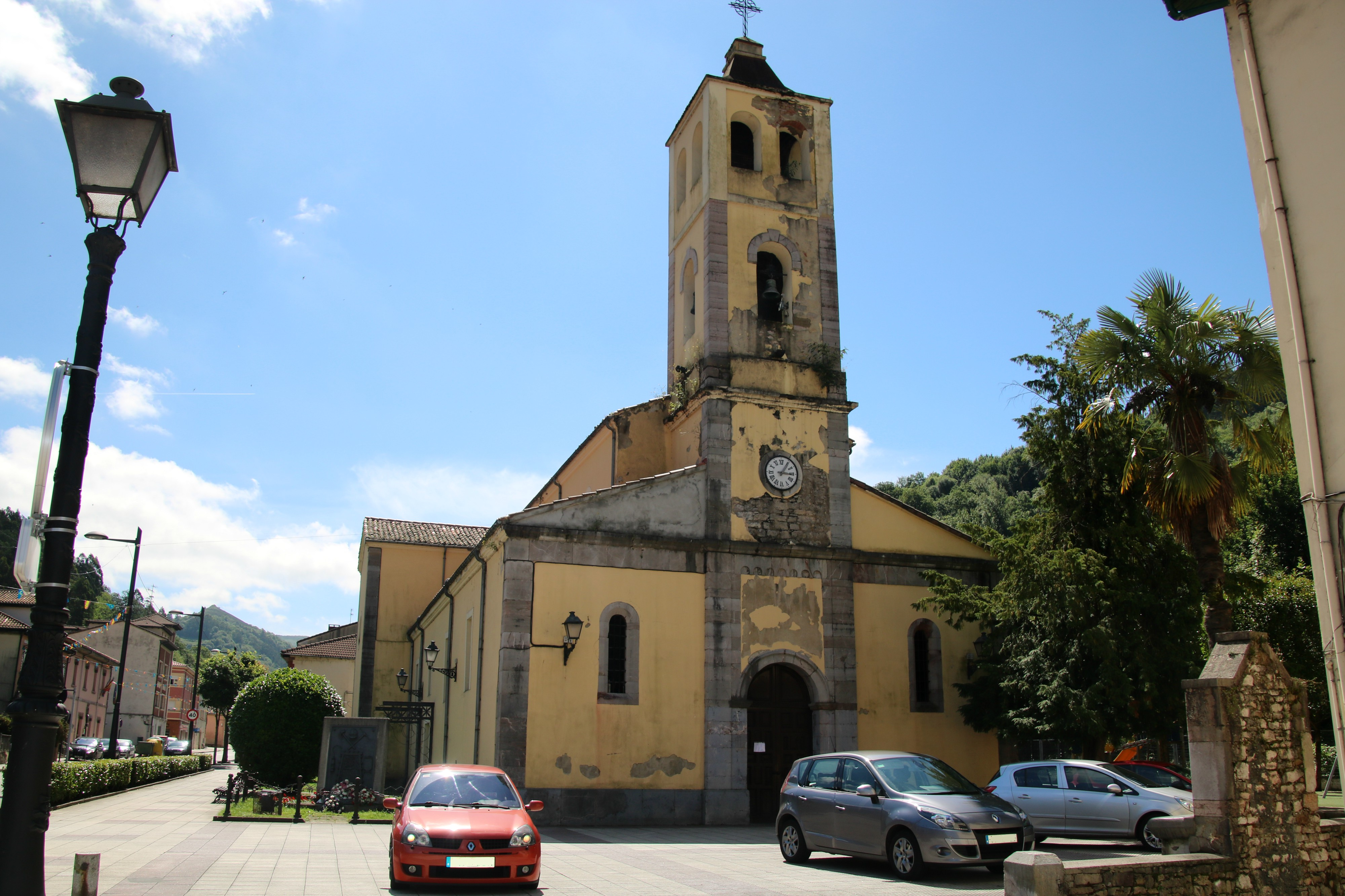
Iglesia parroquial de San Pelayo.

- El Conjunto Histórico de Olloniego, declarado Bien de Interés Cultural, está formado por la antigua Torre de los Muñiz (siglo XIII-XIV), el palacio de Los Quirós (siglo XVI) en el que acabó incluida, el antiguo puente medieval sobre el río Nalón (desde el siglo XVII sin uso debido al desvío del caudal), la capilla nueva (siglo XVII) y el ábside de la antigua iglesia románica de San Pelayo, hoy capilla del cementerio.
- Restos del Castillo de Tudela, también Bien de Interés Cultural, fue  edificado por Alfonso III el Magno sobre un antiguo castro y, cedido al Obispado por Alfonso VII de Castilla, fue mandado destruir en el siglo XIV.
- Iglesia parroquial, dedicada a San Pelayo y construida en el siglo XIX. Destaca su esbelto campanario.
- 'Fuente de los Llocos o de la Arqueta, es una fuente barroca ya documentada en 1777 como lugar de parada para los peregrinos que se dirigían a Oviedo.
- Pozo San José. Al situarse Olloniego en la entrada de los valles mineros, es una zona de presencia de carbón de hulla. Ésta fue explotada en varias minas de montaña hasta la construcción del Pozo Olloniego en 1958. Se mantuvo en activo hasta 1972. Fue reabierto por Hunosa en 1982 y cerrado definitivamente en 1993. Conserva el castillete y algunas edificaciones. También se conservan restos de la antigua Mina Vicentina.

## Demografía
| Gráfica de evolución demográfica de Olloniego entre 2000 y 2021 |
|                                                                 |

## Fiestas
- Descenso Internacional del Nalón en Piragua, en mayo o junio.
- Fiestas de San Antonio y San Pelayo, en junio.
- Armatilla, el 8 y el 9 de septiembre Armatillina.
- Nuestra Señora de los Remedios, el domingo siguiente a Armatilla.
- Santa Barbara, el 4 de diciembre.

## Personas destacadas
- El militar carlista Emilio Valenciano (1851-1934)
- Benigno Blanco, secretaio de Estado en los gobiernos de José María Aznar